# کوندوری (لا اونیون)
کوندوری (به اسپانیایی: Condori) یک کوه در پرو است. کوندوری ۵٬۲۰۰ متر بالاتر از سطح دریا واقع شده‌است.